# Bhajan
En el marco del hinduismo, el término sánscrito bhayan (‘adoración’) tiene dos significados principales:
- canción devocional.
- meditación devocional.

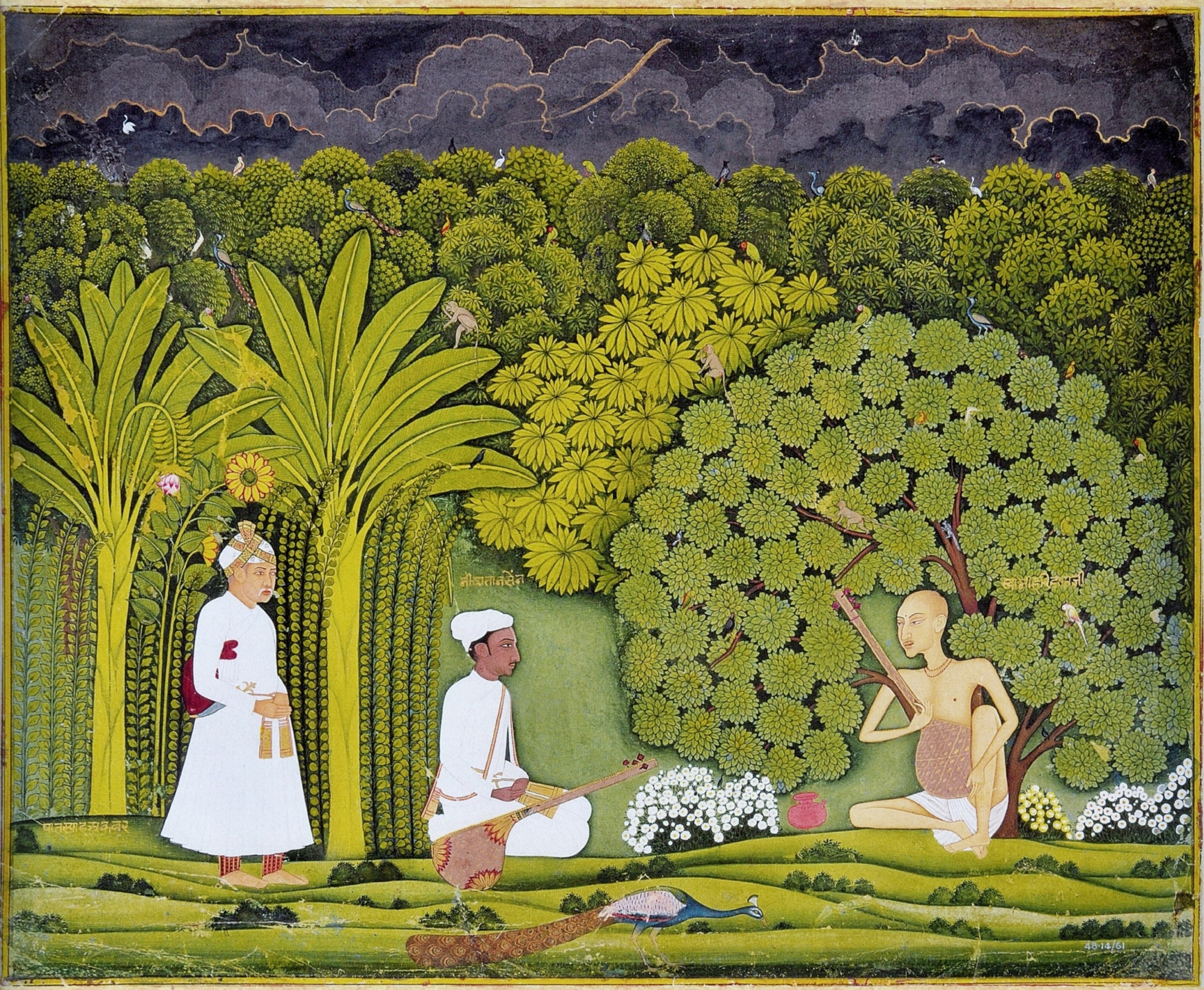
Swami Haridas enseñando a cantar canciones bhayans a Tansen en presencia del emperador mogul Akbar.

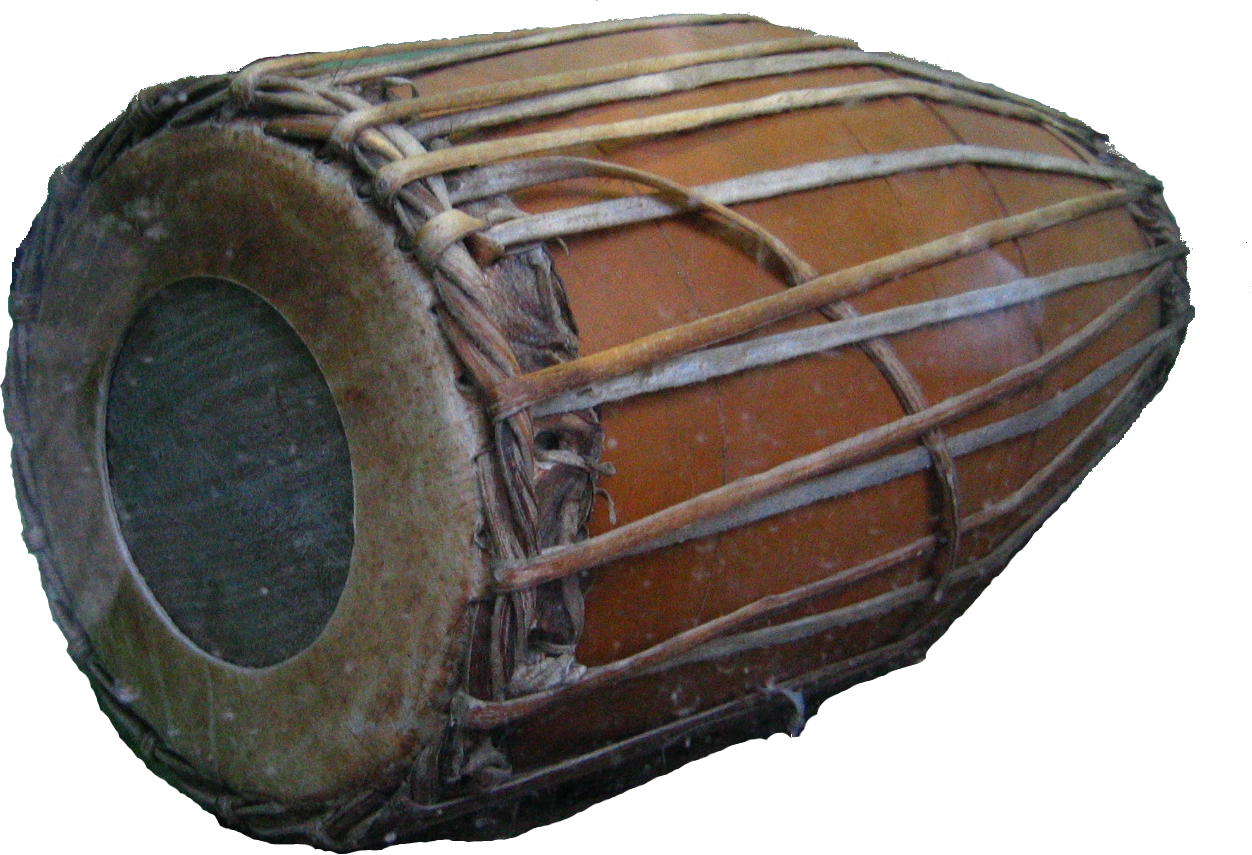
Mridanga (tambor de dos cabezales).

En escritura devánagari se escribe भजन.

En el sistema IAST de transliteración se escribe bhajana.

## Bhayan como canciones devocionales
El canto de bhayan está muy relacionado con el bhakti (devoción dirigida a Dios).
Las canciones bhayan están muy enraizadas en la tradición hinduista.
Los bhayan son normalmente canciones en lenguaje lírico, en el que se expresan emociones de amor por una divinidad, tanto por un dios o diosa en particular como por varias divinidades.
Muchos bhayan describen nombres diferentes y aspectos para una deidad, especialmente en el caso de los sahasranamas (‘mil nombres’) hindúes, con una lista de 1008 nombres de divinidades.
Tradicionalmente, la música que acompaña ha sido la música clásica india, basada en ragas (patrones melódicos) y talas (patrones rítmicos) tocados con saraswati vina, sarangi, flauta venu, tambor mridanga o tambor tablá, todos ellos instrumentos tradicionales indios.

### Historia y orígenes
Existe un antecedente de canciones dedicadas a los dioses en los himnos del Sama vedá (el tercer Vedá).
Los bhayans se distinguen de los shlokas sánscritos por su lenguaje más sencillo, generalmente en idiomas vernáculos) y la profunda atracción que ejercen sobre las masas.
Los bhayans se cantan en grupo (una persona es designada líder del conjunto).
El bhayan no tiene forma fija: puede ser tan simple como un mantra o un kirtan o tan sofisticado como la música dhrupad o kriti, que están basados en los ragas y talas clásicos.
Generalmente son líricos.
El nombre es un cognado de bhakti (devoción religiosa).
Está relacionado con el movimiento bhakti que se difundió desde el sur de la India hasta todo el subcontinente durante la era mogul.
El tema de los bhayans son anécdotas y episodios de las escrituras, las enseñanzas de los santos y descripciones de los dioses.
Relacionados con el bhayan está el estilo dhrupad, el qawwali de los sufíes las canciones kirtan o las canciones en la tradición de Haridas.
Notables autores de bhayans fueron:
- Nanak,
- Kabir,
- Mira Bai,
- Narottama Dasa,
- Surdas y
- Tulsidas.

Hay varias tradiciones de bhayan, cada una con su propio repertorio y métodos para cantar:
- Ashtachhap
- Gorakhanathi
- Madhura-bhakti
- Nirguni
- Sampradaya bhayan (forma tradicional del sur de la India)
- Válabha-panthi

### Bhayan en el sijismo
Las escrituras sij contienen 31 ragas y 17 talas que forman las bases de las composiciones musicales de kirtan.

## Bhayan como meditación
Dentro del marco del vaisnavismo el bhayan (en sánscrito ‘adoración’) es un tipo de meditación profunda.
Se realiza siempre sentado sobre el piso, a veces en silencio, a veces mediante la recitación de uno o varios mantras.
En el vaishnavismo gaudiya (visnuismo de Bengala) el bhayan se considera una forma de adoración a Krishná.
Después de muchos años de práctica el devoto comienza a decir que se percibe a sí mismo con otra personalidad (siempre femenina, sin importar el género del devoto), participando en las actividades íntimas del dios Krishna en Vrindāvan (el mundo espiritual).[cita requerida]

### Bhayan y Hare Krishna
En el movimiento Hare Krishna se elevan estos cantos para fijar la mente y el cuerpo en la suprema personalidad de Dios Krishna. Dichos bhajans fueron traídos a América por el fundadór Acaria Bhaktivedanta Swami Prabhupada, en los sesenta.

## Otras acepciones de bhayan
Rasanam lakshanam bhajanam hace referencia al acto por el cual uno se siente más cerca que los demás de Dios (Brahman).[cita requerida]
Los actos con los que se quiere agradar a una divinidad se llaman también bhayan.[cita requerida]